# Delphine Zanga Tsogo

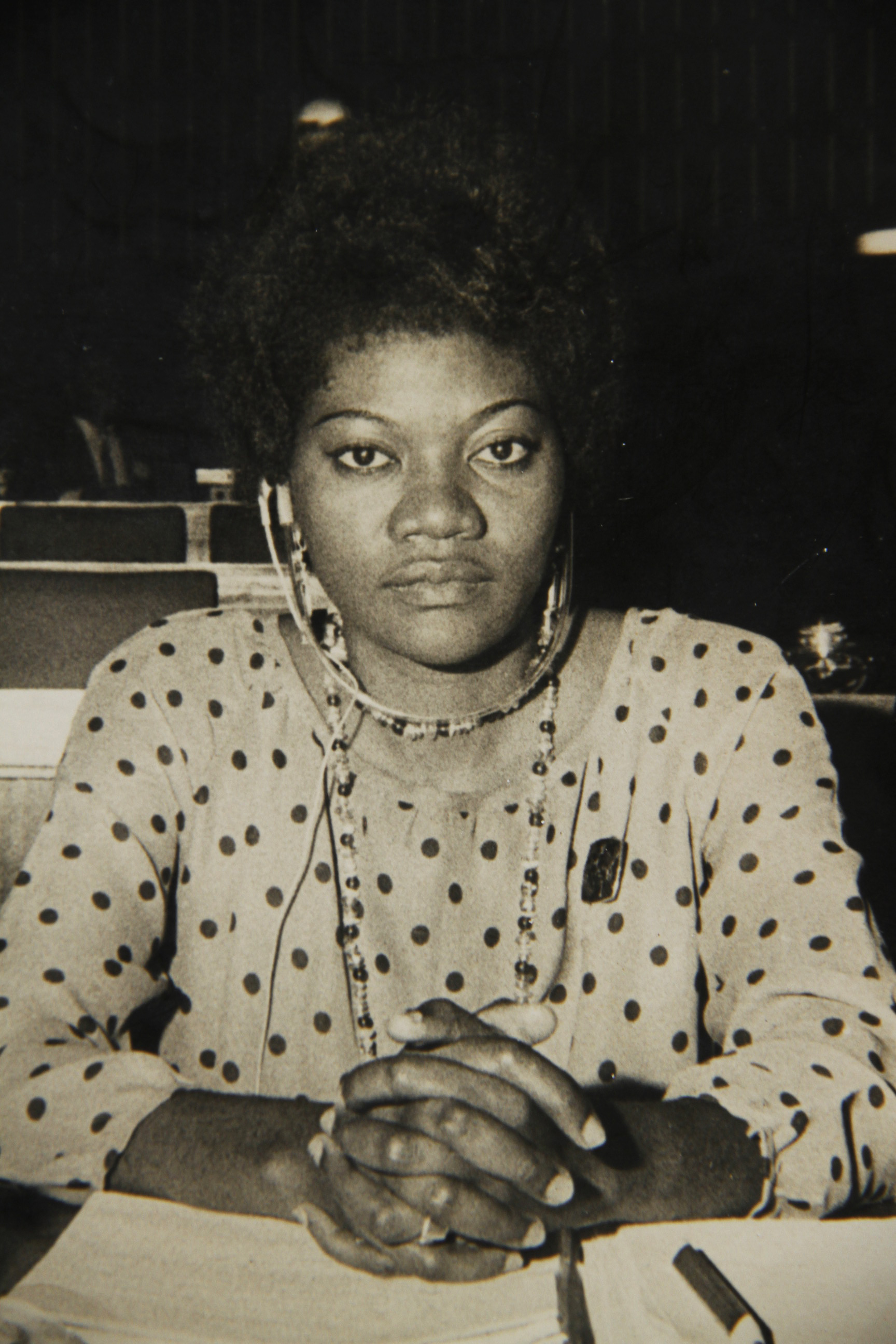
Delphine Tsanga

Delphine Zanga Tsogo (* 21. Dezember 1935 in Lomié; † 16. Juli 2020 in Yaoundé) war eine kamerunische Politikerin, die auch als Schriftstellerin bekannt wurde. Sie war eine der ersten afrikanischen Frauen, die führende politische Ämter einnahmen.

## Leben und politische Karriere
Delphine Zanga Tsogo besuchte eine weiterführende Schule in Douala, bis sie 1955 nach Toulouse umzog. Dort erlangte sie ein staatliches Diplom als Krankenpflegerin. 1960 kehrte sie nach Kamerun zurück und übte diesen Beruf an mehreren Krankenhäusern aus.
Ihre politische Karriere hatte 1964 einen ersten Höhepunkt mit der Ernennung zur nationalen Präsidentin des Council of Cameroonian Women. Von 1965 bis 1972 saß sie in der Nationalversammlung von Kamerun, 1970 bis 1975 war sie stellvertretende Ministerin für Gesundheit und öffentliche Wohlfahrt. 1975 bis 1984 war sie Ministerin für Soziales.
Weiterhin war sie von 1966 bis 1976 im internationalen Frauenrat aktiv, stand 1979 als Präsidentin dem International Research and Training Institute for the Advancement of Women (INSTRAW) vor und diente 1984 bis 1986 als Jurorin im literarischen Komitee der UNESCO. 2011 war Delphine Zanga Tsogo Mitglied der Wahlbehörde Kameruns (ELECAM). Sie verstarb am 16. Juli 2020 mit 85 Jahren nach einer mehrmonatigen Krankheit.

## Literarische Tätigkeit
Ihren ersten Roman, Vies de Femmes (dt. Leben der Frauen), widmete Delphine Zanga Tsogo ihren drei Töchtern, ihren Schwestern, Freundinnen und allen Frauen, die sie und das Buch beeinflussten. Sie wählte den Titel des Buches bewusst, da sie all den Frauen eine Stimme verleihen wollte, die sich ihr anvertraut hatten, aber niemals öffentlich das Wort ergriffen. Sie griff dabei insbesondere auch das Thema Sexualität und die Ausnutzung von Frauen durch wohlhabende Männer auf. Die Hauptfigur des Buches, Dang, begegnet in dem Roman sowohl Prostituierten als auch verheirateten Frauen und bringt diese Stimmen mit in das Buch ein. Auch ihr zweites Buch, L’Oiseau en cage (dt. Der Vogel im Käfig), beschäftigt sich mit dem Thema der Geschlechtergerechtigkeit und dem Leiden von Frauen im Patriarchat. Beide Bücher vertreten jedoch keinen extremen Feminismus.

## Veröffentlichungen
- Vies de Femmes. (Women’s Lives). Roman. Yaoundé 1983.
- L’Oiseau en cage. (The Caged Bird). Roman. Paris 1984.